# Kecskeméthy Albert
Egri Kecskeméthy Albert (1816.–Veszprém, 1908. május 25.), Zala vármegye főmérnöke, az 1848-as szabadságharc századosa.

## Élete
A régi református nemesi származású egri Kecskeméthy család sarja. Apja, Kecskeméthy Dániel, anyja, Tzima Krisztina volt. 1843-ban mérnöki diplomát szerzett a pesti egyetemen. 1848 szeptemberétől a Zala megyei önkéntes nemzetőrök, majd november 10-től a 47. honvédzászlóalj főhadnagya volt. Azonban már november 24-én százados lett az 56. (a másik zalai) honvédzászlóaljban. Fegyverét a zászlóaljjal Komáromban tette le. 1861. február 8-ától1862. január 23-áig, majd 1867. május 6-tól 1872. január 9-éig Zala vármegye főmérnöke volt. A kiegyezés után a Zala megyei Honvédegylet tagja lett. 1884-ben családjával Sümegről Veszprémbe költözött.

## Házasságai és leszármazottjai
Első felesége, besenyői és velikei Skublics Matild Krisztina Angéla (Zalaegerszeg, 1822. július 25.–†Sümeg, 1865. december 17.).
Sümeg akinek a szülei besenyői és velikei Skublics Alajos (1791–1835), Zala vármegye főjegyzője, táblabíró, földbirtokos, és köbülkuti Ivánkovics Franciska (1798–1836) voltak. Skublics Matild leánytestvére Skublics Laura (1826-1865), Habsburg–Lotaringiai Ernő főhercegnek a felesége; fivére, besenyői és velikei Skublics Gyula (1831-1906) Zala vármegye főispánja. Kecskeméthy Albert és Skublics Matild házasságából született:
- Kecskeméthy Ida Mária Terézia (Zalaegerszeg, 1853. február 13.–†?)
- Kecskeméthy Matild Paulina Karolina (Sümeg, 1858. március 16.–†Sümeg, 1944. április 2.).[6] Férje, makkoshetyei Hettyey Lajos (Mihályfa, 1853. június 8.–Sümeg, 1917. május 8.).
- Kecskeméthy Izabella "Irén" Konstancia (Sümeg, 1859. július 10.–†Sümeg, 1946. február 11.). Férje, kisfaludi Kisfaludy Tivadar (Sümeg, 1855. szeptember 1.–†Sümeg, 1940. április 7.), királyi telekkönyvvezető.[7]

Felesége halál után házasságot kötött Kováts Terézia kisasszonnyal. Kecskeméthy Albert és Kováts Terézia házasságából született:
- Kecskeméthy Margit Ida Karolina (Sümeg, 1871. július 14.–†Budapest, 1918. január 14.), Veszprém város zeneiskolája alapító-igazgatója.
- Kecskeméthy Anna Mária Irén (Sümeg, 1873. május 25.–†?).
- Kecskeméthy Lenke Ernesztina Leontina (Sümeg, 1874. szeptember 8.–†?).
- Kecskeméthy István Károly Béla (Sümeg, 1875. október 13.–†?). Felesége, Rézman Anna.
- Kecskeméthy Győző Géza Iván (Sümeg, 1878. május 10.–†?).
- Kecskeméthy Albert Károly (Sümeg, 1879. szeptember 16.–†?).